# Старо гробље у Винчи код Тополе
Старо гробље у Винчи код Тополе представља непокретно културно добро као споменик културе, одлуком СО Топола бр. 020-65/85-07 од 23. маја 1985. године.
Гробље се налази у центру села Винче, насељеном месту на територији општине Топола, на јужној страни мање заравни. У оквиру њега налази се веома добро очувано старо гробље са скулптованим споменицима датованим од 1819. године до двадесетих године 20. века. На њему је евидентирано и валоризовано преко стотину надгробника јединствених по својим типолошким и стилским карактеристикама. Сви они су рађени урезивањем или клесањем на плошној равни камена или пешчара, велики је број рађен по принципу споменика крајпуташа са плиткорељефном обрадом главе и попрсја, или фигуре у целини. 
У зависности од времена настанка јављају се различити мотиви покојника у ношњи примереној узрасту, сталежу или занимању. Чест детаљ представљају алатке којима су се покојници за живота служили, као и апстрактни мотиви дрвета живота, голубова, вегетабилних и крстобразних орнамента. Текстови су најчешће урезивани на западној страни, различитог садржаја и интерпретације. Нимало не заостају ни предметни споменици настали у првим деценијама 20. века са освртом на истоветно скулптовање карактеристично за урбаније средине, свакако са најрепрезентативнијим од свих „Спомеником I светског рата”. Оваква концентрација надгробних споменика и у оваквом броју представља највећу евидентирану очувану целину на подручју централне Србије.
Њихова уметничка вредност не заостаје за сличним интерпретацијама других значајних целина у Србији. Боја се и данас у великом броју случајева још увек распознаје, а њихова обрада је доста уједначена и квалитетна.